# Sylvia Tops
Sylvia Tops (1995) is een Belgische striptekenares.
Op haar 14de werd ze als tekenares door Niels Destadsbader aangespoord om een eigen stripreeks te maken. Enkele jaren later stelde ze de stripreeks Team Lou. voor In haar stripverhalen haalt ze vaak inspiratie uit haar geboortedorp Heultje. Intussen zijn er reeds 29 stripverhalen uitgegeven bij Bonte.
- Nederlandse Thesaurus van Auteursnamen: 413548295
- Virtual International Authority File: 226151246615244131939
- WorldCat: E39PCjMGXdBqR6MwKDW6CQrQMd